# Llandow

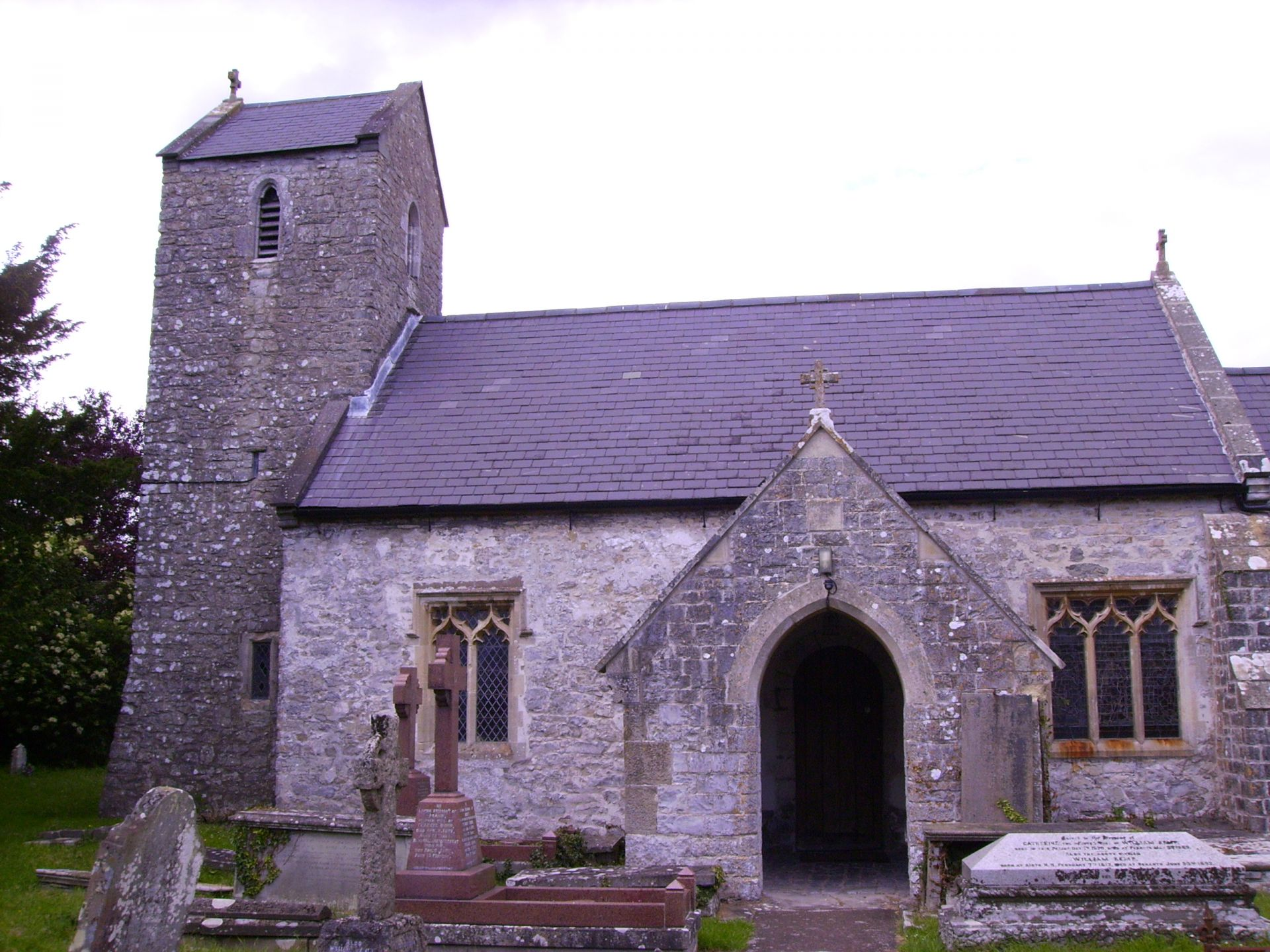
L'église paroissiale, dédiée à la Sainte Trinité

Llandow est un village et une communauté dans la vallée de Glamorgan, au Pays de Galles. La population communautaire recensée lors du recensement de 2011 était de 726. Le village est situé à 24 km au sud-ouest de Cardiff, au sud de St Brides Major et Colwinston et au nord-ouest de Llantwit Major. La communauté comprend les hameaux de Sigingstone et Llysworney. 

## L'histoire
Le 12 mars 1950, la RAF Llandow a été le site de la catastrophe aérienne de Llandow (en), lorsqu'un avion de ligne renvoyant des fans de rugby gallois d'un match international à Belfast s'est écrasé en approche dans le village voisin de Sigingstone. Avec la mort de 80 passagers et membres d'équipage, l'accident était à l'époque la pire catastrophe aérienne de l'histoire.

## Repères
Le village a une petite église paroissiale datée du XIe siècle, et est dédiée à la Sainte Trinité. Adjacent au village se trouve un aérodrome désaffecté qui abritait autrefois une station de la RAF pendant la Seconde Guerre mondiale. En Il est maintenant utilisé pour le sport automobile et abrite le Llandow Kart Club.